# Филатов, Тарья
Тарья Катарина Филатов (фин. Tarja Katarina Filatov; род. 9 августа 1963, Тавастгус) — финский политический деятель. Член Социал-демократической партии (SDP). Депутат эдускунты (парламента Финляндии) с 1995 года. Второй вице-спикер эдускунты с апреля 2023 года и в 2010—2011 годах. В прошлом — первый вице-спикер эдускунты (2020—2021), министр труда Финляндии (2000—2007).

## Биография
Родилась в семье гончара Пааво Филатова, занимавшегося производством посуды, и швеи Марии Пиркко Тимоскайнен. Родители были переселенцами из Кююреля (Красного Села), где финны и русские проживали почти два столетия, вплоть до советско-финской войны. В 1939 году родители вместе с другими поселенцами были эвакуированы в финский город Хямеэнлинна.
В 1995 году по избирательному округу Хяме была избрана в Парламент Финляндии от Социал-демократической партии (SDP).
С 1999 по 2002 годы занимала пост вице-президента парламентской группы SDP, а также с март 2007 по февраль 2010 годов председателя парламентской группы.
В 2000 году была назначена министром труда во втором кабинете Пааво Липпонена (1999—2003), а также продолжила исполнение своих обязанностей в недолго существовавшем кабинете Аннели Яаттеэнмяки (2003) и в первом кабинете Матти Ванханена (2003—2007).
Дважды (в 2002 и 2014 годах) являлась официальным покровителем хельсинкского гей-прайда.
В 2010—2011 годах — второй вице-спикер эдускунты. 10 декабря 2020 года было объявлено о назначении Тарьи Филатов первым заместителя спикера финского парламента. Исполняла обязанности до 2021 года. В апреле 2023 года избрана вторым вице-спикером эдускунты. Сохранила должность при выборах нового руководства эдускунты 21 июня.

## Семья
- Муж — Пекко Пиетари Оксанен, бизнесмен.
  - Дочь — Веера (род. 1993).